# برنار بوکه
برنار بوکه (فرانسوی: Bernard Bocquet‎؛ زادهٔ ۲۴ مارس ۱۹۴۹) دوچرخه‌سوار اهل فرانسه است.